# Adventure (schip, 1926)
De Adventure uit 1926 is een van de laatste schoeners van de Grand Banks visserij schoeners uit Gloucester, Massachusetts.
Het object werd in 1989 op de National Register of Historic Places geplaatst en in 1994 tot National Historic Landmark uitgeroepen.